# Черењано
Черењано је насеље у Италији у округу Ровиго, региону Венето.
Према процени из 2011. у насељу је живело 1253 становника. Насеље се налази на надморској висини од 2 м.

## Становништво
Према резултатима пописа становништва 2011. у општини је живело 3.691 становника.
| 1951. | 1961. | 1971. | 1981. | 1991. | 2001. | 2011. |
| ----- | ----- | ----- | ----- | ----- | ----- | ----- |
| 6.461 | 4.730 | 4.133 | 4.142 | 4.085 | 3.942 | 3.691 |

## Партнерски градови
- Зехајм-Југенхајм